# Julius Hodge
Pour les articles homonymes, voir Hodge.
Julius Melvin Hodge (né le 18 novembre 1983 à Harlem, New York) est un joueur américain de basket-ball.

## Biographie
Issu du lycée St. Raymond High School for Boys, dans le Bronx, à New York, Hodge est nommé dans la McDonald's All-American Team 2001 et dans la First-team Parade All-American'. Il est aussi nommé "Mr. Basketball" de New York et joueur de l'année selon le New York Daily News parmi ses nombreuses distinctions.
Il intègre alors le Wolfpack de l'université d'État de Caroline du Nord. Il est nommé joueur de l'année de la Atlantic Coast Conference en 2004. Il est sélectionné au 20e rang de la Draft 2005 de la NBA par les Nuggets de Denver. Il participe à 14 matchs lors de la saison 2005-2006, inscrivant 0,9 points en 2 minutes de temps de jeu.
Le 5 janvier 2007, il est titulaire pour la première fois de sa carrière face aux Lakers de Los Angeles. Six jours plus tard, il est transféré aux Bucks de Milwaukee avec Earl Boykins contre Steve Blake. Le 7 février 2007, Hodge est évincé par les Bucks. Il joue dans la ligue d'été 2007 dans l'équipe des SuperSonics de Seattle.
Le 10 août 2007, Hodge signe un contrat avec l'équipe de Cimberio Varese en Italie. Il est transféré en cours de saison à Legea Scafati.
Il y restera peu de temps puisque le 21 décembre 2007, il rejoint les rangs des Adelaide 36ers en NBL en Australie. Il termine son contrat avec Legea Scafati et arrive à Adelaide le 23 décembre.
Le 29 janvier 2008, Hodge est nommé joueur de la semaine.
Le 12 février, Hodge remporte son 3e titre consécutif de joueur de la semaine. Il tente de faire un retour en NBA par un essai avec les Nets du New Jersey, mais qui n'aboutira pas.
Le 15 novembre 2008, Hodge retourne aux Adelaide 36ers. Il remporte de nouveau un titre de joueur de la semaine pour son retour. Le 8 janvier 2009, il est laissé libre par son club sur demande de son agent. Il rejoint alors Besançon.
En décembre 2011, Hodge s'engage au Vietnam au Heat de Saigon. Le Heat rompt son contrat le 20 février 2012.
En novembre 2012, il signe à Paris-Levallois jusqu'au 15 janvier 2013, dans le championnat français en tant que pigiste médical de Jonathan Aka. Il quitte Paris-Levallois à la fin du mois de décembre, avant la fin de son contrat. Fin février 2013, il retourne à Paris-Levallois, appelé en renfort, alors qu'il évoluait à Mill Rats de Saint-Jean au Canada depuis sa rupture de contrat avec le club parisien.
Début 2014, il signe à Champville SC, dans le championnat libanais.

## Palmarès

### En club
- Champion de Chine en 2011 avec Jiangsu Tongxi
- Vainqueur de la Coupe de France 2013 avec Paris-Levallois

### Distinctions personnelles
- Élu dans la seconde équipe All-American en 2004
- Joueur de l'année de la conférence ACC en 2004
- Élu dans la troisième équipe All-NBL en 2008
- Participation au McDonald's All-American Game en 2001
- First-team Parade All-American en 2001